# Olivia Rogowska
Olivia Rogowska, née le 7 juin 1991 à Melbourne, est une joueuse de tennis professionnelle australienne.

## Carrière
Invité à disputer l'US Open en 2009, Olivia Rogowska y bouscule au premier tour la n°1 mondiale Dinara Safina (65-7, 6-2, 6-4).
Elle remporte la médaille d'argent en double dames avec Jessica Moore aux Jeux du Commonwealth de 2010 à Delhi, s'inclinant en finale face à ses compatriotes Anastassia Rodionova et Sally Peers.
En huit participations au tableau principal de l'Open d'Australie, elle atteint notamment le deuxième tour en 2012 après avoir écarté Sofia Arvidsson puis s'inclinant face à la 6e mondiale Li Na.
En 2013, elle perd au premier tour de l'US Open avec un statut de lucky loser contre Sara Errani sans marquer le moindre jeu (6-0, 6-0). En 2015, elle se qualifie pour les Internationaux de France où elle s'incline face à Magdaléna Rybáriková.
Elle se qualifie pour l'Open d'Australie de janvier 2018. 
Son palmarès fait état de 16 titres en simple, tous remportés dans son pays à l'exception de celui de Sacramento en 2014. Le dernier a été acquis à Canberra en 2019. Elle totalise également 18 titres en double dont le $100,000 de Vancouver en 2012.
Elle se reconvertit ensuite dans l'art, plus précisément la céramique, et remporte un prix Emerging Artist.

## Parcours en Grand Chelem

### En simple dames
| Année | Open d'Australie | Open d'Australie | Internationaux de France | Internationaux de France | Wimbledon | Wimbledon | US Open         | US Open       |
| ----- | ---------------- | ---------------- | ------------------------ | ------------------------ | --------- | --------- | --------------- | ------------- |
| 2009  | 1er tour (1/64)  | A. Bondarenko    | 2e tour (1/32)           | K. Bondarenko            | —         | —         | 1er tour (1/64) | Dinara Safina |
| 2010  | 1er tour (1/64)  | Sorana Cîrstea   | —                        | —                        | —         | —         | —               | —             |
| 2011  | 1er tour (1/64)  | Evgeniya Rodina  | —                        | —                        | —         | —         | —               | —             |
| 2012  | 2e tour (1/32)   | Li Na            | —                        | —                        | —         | —         | 1er tour (1/64) | M. Minella    |
| 2013  | 1er tour (1/64)  | Vesna Dolonc     | —                        | —                        | —         | —         | 1er tour (1/64) | Sara Errani   |
| 2014  | 2e tour (1/32)   | Elina Svitolina  | —                        | —                        | —         | —         | —               | —             |
| 2015  | 1er tour (1/64)  | Nicole Gibbs     | 1er tour (1/64)          | M. Rybáriková            | —         | —         | —               | —             |
| 2018  | 1er tour (1/64)  | Marta Kostyuk    | —                        | —                        | —         | —         | —               | —             |

N.B. : à droite du résultat se trouve le nom de l'ultime adversaire.

### En double dames
| Année | Open d'Australie              | Open d'Australie          | Internationaux de France | Internationaux de France | Wimbledon | Wimbledon | US Open | US Open |
| ----- | ----------------------------- | ------------------------- | ------------------------ | ------------------------ | --------- | --------- | ------- | ------- |
| 2009  | 1er tour (1/32) M. Adamczak   | E. Gallovits A. Parra     | —                        | —                        | —         | —         | —       | —       |
| 2010  | 1er tour (1/32) J. Gajdošová  | Julie Coin M-E. Pelletier | —                        | —                        | —         | —         | —       | —       |
| 2011  | 1er tour (1/32) T. Patterson  | J. Craybas O. Savchuk     | —                        | —                        | —         | —         | —       | —       |
| 2012  | 1er tour (1/32) M. Adamczak   | P. Cetkovská S. Foretz    | —                        | —                        | —         | —         | —       | —       |
| 2013  | 1er tour (1/32) Ar. Rodionova | J. Janković M. Lučić      | —                        | —                        | —         | —         | —       | —       |
| 2014  | 1/8 de finale M. Adamczak     | Sara Errani Roberta Vinci | —                        | —                        | —         | —         | —       | —       |
| 2015  | 2e tour (1/16) M. Adamczak    | A. Hlaváčková L. Hradecká | —                        | —                        | —         | —         | —       | —       |
| 2016  | 1er tour (1/32) T. Patterson  | B. Bencic M. Rybáriková   | —                        | —                        | —         | —         | —       | —       |

N.B. : le nom de la partenaire se trouve sous le résultat ; le nom des ultimes adversaires se trouve à droite.